# Sławomir Skrzypek

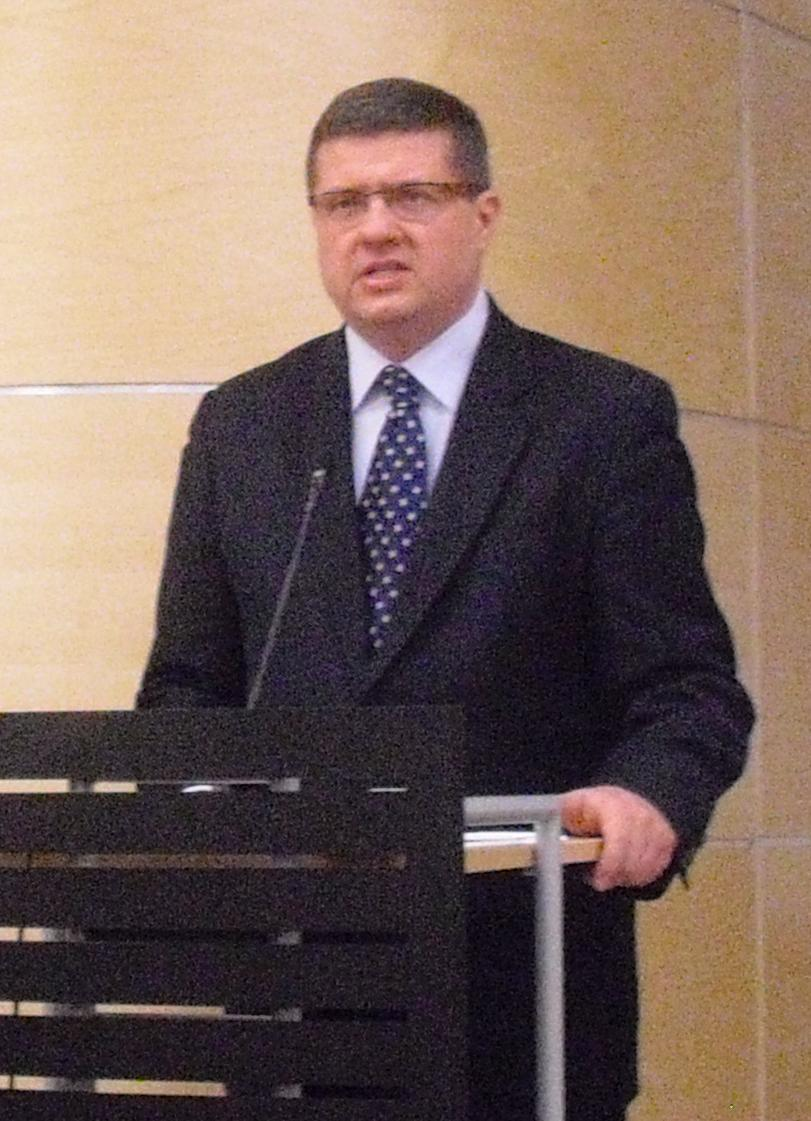
Sławomir Skrzypek (2009)

Sławomir Stanisław Skrzypek (* 10. Mai 1963 in Katowice; † 10. April 2010 in Smolensk, Russland) war ein polnischer Ökonom und vom 11. Januar 2007 bis zu seinem Tod Präsident der polnischen Zentralbank (Narodowy Bank Polski).

## Leben
Während des Kriegsrechts in Polen wurde Skrzypek als Mitglied der Opposition für ein halbes Jahr inhaftiert.
1989 bekam er sein Ingenieur-Diplom der Politechnika Śląska in Gliwice. 1993 bis 1997 arbeitete Skrzypek bei der Höchsten Kontrollkammer (Najwyższa Izba Kontroli). Dort gehörte unter anderem die Finanzkontrolle der Verwaltungen sowie des Banksektors zu seinen Aufgaben. 1995 erhielt er einen MBA der University of Wisconsin - La Crosse. In den Jahren 1997 bis 2000 war Skrzypek stellvertretender Vorsitzender des Narodowy Fundusz Ochrony Środowiska i Gospodarki Wodnej (Nationaler Fonds für den Umweltschutz und die Wasserwirtschaft). Vom Mai 2000 bis Juni 2001 war er Mitglied eines Rates für die PZU Życie S.A. Von der Szkoła Główna Handlowa (SGH) erhielt er im Jahr 2001 ein Diplom. Im Mai 2001 wurde er Mitglied des Vorstandes der polnischen Bahngesellschaft PKP. 2002 wurde er Stellvertreter des Präsidenten der Stadt Warschau, Lech Kaczyński, und blieb dies bis zu dessen Wahl zum Staatspräsidenten Polens im Jahr 2005. Ab dem 20. Dezember 2005 war Skrzypek dann Vizepräsident, ab dem 29. September 2006 handelnder Geschäftsführer der Bank PKO BP. Präsident der PKO BP konnte Skrzypek nicht werden, da er nicht über die rechtlich notwendigen Erfahrungen verfügte. Zugleich war er als Aufsichtsratsvorsitzender im Jahr 2006 der Bank Pocztowy (Postbank) und ab dem Mai 2006 der TVP SA tätig. Im Januar 2007 wurde er Nachfolger von Leszek Balcerowicz als Vorsitzender der polnischen Zentralbank. Die Opposition zweifelte an seiner fachlichen Kompetenz für den Posten und warf ihm vor einzig als Günstling Kaczyńskis den Posten erhalten zu haben.
Am 10. April 2010 gehörte Skrzypek zu einer polnischen Delegation um Staatspräsident Lech Kaczyński, die anlässlich des siebzigsten Jahrestages des Massakers von Katyn zur Gedenkstätte nach Russland reisen sollte. Bei einem Flugunfall der Delegation nahe dem Militärflugplatz Smolensk-Nord kam er jedoch gemeinsam mit weiteren hochrangigen Repräsentanten Polens ums Leben. Postum wurde ihm der Orden Polonia Restituta (Order Odrodzenia Polski) als Komtur mit Stern verliehen.
Sławomir Skrzypek war verheiratet und Vater von drei Kindern.